# کیومرث عباسی
کیومرث عباسی قصری متخلص به قصری (۲۲ آبان ۱۳۲۰ در قصر شیرین – ۲۸ مرداد ۱۴۰۱ در تهران) شاعر کُرد اهل ایران بود که به دو زبان کُردی و فارسی شعر می‌سرود. از وی به عنوان یکی از چهره‌های مطرح سبک هندی در ادبیات معاصر فارسی یاد می‌شود.

## زندگی
کیومرث عباسی قصری در ۲۲ آبان ۱۳۲۰ در شهر قصر شیرین در استان کرمانشاه به دنیا آمد. تحصیلات ابتدایی و عمومی را در قصر شیرین به پایان رساند. در همان دوران دانش‌آموزی به ادبیات علاقه‌مند شد. با ورود به کلاس هفتم و دورهٔ دبیرستان و انتخاب رشتهٔ ادبی، از پدرش یک دیوان حافظ هدیه گرفت که سبب آشنایی او با شعر و علاقهٔ هرچه بیشتر او به ادبیات و مشخصاً اشعار حافظ شد و از آن پس برای سرودن شعر تلاش کرد. پس از آن در ۱۹ سالگی در شهر کرمانشاه به عضویت یک انجمن ادبی درآمد و با شاعران و ادیبان آن شهر در ارتباط قرار گرفت و به سرودن شعر پرداخت.
کیومرث عباسی در پایان دورهٔ متوسطه شاگرد اول رشته ادبی بود و می‌توانست تحصیلات خود را در رشته‌های مختلف مرتبط با ادبیات و علوم انسانی در دانشگاه‌های آن زمان ادامه دهد، اما در آن زمان امکانات مراکز آموزش نظامی در تهران همچون امکانات اسکان، خدمات رفاهی و نیز موقعیت اجتماعی نظامیان سبب شده‌بود تا بسیاری از دانشجویان شهرستانی تحصیل در دانشگاه‌ها و مراکز آموزشی نظامی را در اولویت قرار دهند. عباسی نیز پس از پایان تحصیلات عمومی در دانشگاه در رشتهٔ علوم قضایی به تحصیل پرداخت و سپس با عنوان کارشناس علوم قضایی به کار مشغول شد. او به سبب شغل خود به عنوان افسر پلیس راهنمایی و رانندگی در شهرهای مختلفی مثل شیراز، همدان، تویسرکان و کرمانشاه زندگی کرد و مدتی نیز ریاست ادارهٔ پلیس راهنمایی و رانندگی کرمانشاه را بر عهده داشت. قصری در نهایت در سال ۱۳۶۱ با درجهٔ سرهنگی از این اداره بازنشسته شد.
قصری پس از بازنشستگی و در سال ۱۳۶۳ به تهران آمد و در آنجا ساکن شد. در همین ایام فرزند او که در جنگ ایران و عراق شرکت کرده‌بود به اسارت نیروهای عراقی درآمد و چند سال را در اسارت به سر برد. قصری در این سال‌ها ضمن عضویت در انجمن شعرای ایران، در انجمن ادبی خواجو در تهران رفت و آمد داشت و به همکاری با حوزه هنری سازمان تبلیغات اسلامی می‌پرداخت.

## درگذشت
کیومرث عباسی قصری در ۲۸ مرداد ۱۴۰۱ در تهران گذشت. خبرگزاری کتاب ایران (ایبنا)، وزیر و معاون امور فرهنگی وزیر فرهنگ و ارشاد اسلامی جمهوری اسلامی ایران، رئیس حوزهٔ هنری انقلاب اسلامی، سرپرست فرمانداری شهرستان قصر شیرین، مدیر دفتر شعر و موسیقی و سرود سازمان صدا و سیما، سرپرست ادارهٔ کل کانون پرورش فکری کودکان و نوجوانان استان کرمانشاه، دبیرکل نهاد کتابخانه‌های عمومی کشور، استاندار کرمانشاه و رئیس فرهنگستان زبان و ادب فارسی درگذشت او را تسلیت گفتند. از میان چهره‌های فرهنگی و هنری نیز سید حسن امین و شهرام ناظری اقدام به صدور پیام تسلیت کردند. درگذشت او با بی‌تفاوتی شخصیت‌ها و گروه‌های منتقد و مخالف جمهوری اسلامی همراه بود.
مراسم سوگ کیومرث عباسی قصری صبح روز ۳۰ مرداد ۱۴۰۱ با مدیریت و برنامه‌ریزی حوزهٔ هنری و در ساختمان مرکزی این نهاد در تهران برگزار شد و سپس پیکر او در قطعه هنرمندان بهشت زهرا به خاک سپرده‌شد.

## مضمون اشعار
مضمون اغلب اشعار کُردی کیومرث عباسی قصری غنایی، عاشقانه و بیان احساساتی از قبیل حسرت، رنج، شادی و غم‌های انسانی است که از طریق پرداختن به موضوعاتی همچون جوانی، عشق، پیری، مستی، رفاقت و نوستالژی بیان شده‌است؛ با این وجود وی به سرودن اشعار مذهبی شیعی به ویژه به زبان فارسی نیز می‌پرداخت و همچنین اشارات فراوانی را دربارهٔ جنگ ایران و عراق در آثار خود به کار می‌گرفت. کیومرث عباسی همچنین در جلسات شعرخوانی که در بیت رهبری در حضور سید علی خامنه‌ای رهبر جمهوری اسلامی ایران برگزار می‌شود شرکت کرد.علاوه بر این وی همکاری نزدیکی با سازمان‌های عقیدتی و فرهنگی حکومتی مانند حوزهٔ هنری داشت و به همین دلیل مورد تجلیل این نهادها نیز واقع می‌شد. سازمان هنری رسانه‌ای اوج متعلق به سپاه پاسداران در ۲ خرداد ۱۳۹۶ طی سی و ششمین جلسه از مجموعه جلساتی که با عنوان شب شاعر انقلاب اسلامی برگزار می‌کرد از کیومرث عباسی قصری تجلیل کرد. او همچنین در بهمن ۱۳۹۹ در مراسمی که نهاد کتابخانه‌های عمومی کشور به مناسبت چهل و دومین سالگرد به قدرت رسیدن جمهوری اسلامی با حضور چهره‌های فعال شعر جمهوری اسلامی با عنوان «راویان بالندگی» برگزار شد مورد تجلیل قرار گرفت.

## سبک شعری
رضا اسماعیلی سبک کیومرث عباسی را در شعر تلفیقی از سبک عراقی و هندی می‌داند که به بیانی تلطیف‌شده از سبک هندی تبدیل شده که برای انسان معاصر و عموم مردم قابل فهم شده‌است. او از عباسی با عنوان پرچمدار سبک هندی در غزل معاصر یاد می‌کند و معتقد است که او بیش از بیدل دهلوی، به صائب تبریزی گرایش داشته و به باور او عباسی با غزل‌هایش از طریق پرداختن به سبک صائب، راه را برای فهم بیدل هموار کرده‌است.

## سرودن شعر به زبان کُردی
اگرچه کیومرث عباسی قصری کار خود را با سرودن شعر به زبان فارسی آغاز کرد و آثاری بدین زبان سرود، اما در میان مردم عمدتاً با اشعار کُردی‌اش شناخته می‌شود. نخستین مجموعه شعر قصری به زبان کُردی در سال ۱۳۸۶ منتشر شد. وی پس از آن دو مجموعه شعر دیگر به زبان کُردی و گویش کردی جنوبی (کلهری) در سال‌های ۱۳۹۵ و ۱۳۹۹ منتشر کرد. عباسی نسبت به وضعیت زبان کُردی دغدغه‌مند بود؛ او از رواج زبان فارسی در میان نسل جدید و نابودی تدریجی زبان کُردی انتقاد می‌کرد و معتقد بود که برای زنده نگاه داشتن زبان کُردی باید به فعالیت ادبی دست زد و این زبان را به خدمت ادبیات درآورد. او از جریان ادبی در منطقهٔ جنوب کردستان ایران و انتشار آثار ادبی به کُردی جنوبی که با بازگشت شاعران منطقهٔ کرمانشاه و ایلام به زبان مادری خود و سرودن شعر به کُردی جنوبی استقبال کرد و با این جریان همراه شد و معتقد بود که کُردی جنوبی زبانی زنده است، چرا که در شمار زبان‌هایی است که در ادبیات متجلی می‌شوند. بیژن ارژن اشعار کُردی کیومرث عباسی را «یکی از ماندگارترین اتفاقات زبان کُردی» دانسته و دربارهٔ او گفته که «تا زمانی که زبان کُردی هست، شعر قصری نیز زنده خواهد بود.» صادق شمس پژوهشگر تاریخ اشعار کُردی قصری را که به کُردی جنوبی و لهجهٔ قصری سروده شده‌اند، «تداوم یک تاریخ» و شعر او را «یادگار تاریخ و صدای رسایی از دل گذشتهٔ چند هزار سالهٔ قصر شیرین» دانسته‌است. محمدعلی سلطانی نیز قصری را «قاموسی از واژگان و اصطلاحات ازیادرفتهٔ کُردی» و «یکی از محورهای شاخص و ارکان شعر کُردی در کرمانشاه و از آن‌سوی تا مندلی و زرباطیه و خانقین» نام می‌نهد که با شعر خود که «شبیه معماری هورامان منحصربه‌فرد است»، «کلمات در حال نزع زبان کُردی را زندگی دوباره بخشیده‌است».

## آثار

### کُردی
- ع‍ب‍اس‍ی، ک‍ی‍وم‍رث، حسن ختام: مجموعهٔ شعر کُردی کرمانشاهی، کرمانشاه: صبح روشن‏‫، ۱۳۸۶. ‬
- ع‍ب‍اس‍ی، ک‍ی‍وم‍رث، زمزمه‌ی نار و نه‌ی: مجموعه شعر کُردی کرمانشاهی، کرمانشاه: دیباچه‏‫، ۱۳۹۵. ‬‬
- ع‍ب‍اس‍ی، ک‍ی‍وم‍رث، شیرین شاره‌گه‌ی قه‌سر، کرمانشاه: دیباچه، ‏‫۱۳۹۹. ‬

### فارسی
- وف‍ا ک‍رم‍ان‍ش‍اه‍ی، ج‍ل‍ی‍ل، ب‍اغ اب‍ری‍ش‍م: غ‍زل ک‍رم‍ان‍ش‍اه‍ان در ق‍ل‍م‍رو ش‍ع‍ر ام‍روز، ف‍راه‍م‌آورن‍ده وف‍ا ک‍رم‍ان‍ش‍اه‍ی، ب‍ه‌ه‍م‍ت ک‍ی‍وم‍رث ع‍ب‍اس‍ی (ق‍ص‍ری)، بی‌جا: مؤلف، ۱۳۷۰.
- ع‍ب‍اس‍ی، ک‍ی‍وم‍رث، آی‍ه‌ه‍ای زم‍ی‍ن‍ی آواز: م‍ن‍ت‍خ‍ب‍ی از س‍روده‌ه‍ای ۱۳۷۲–۱۳۵۷، ت‍ه‍ران: س‍ازم‍ان ت‍ب‍ل‍ی‍غ‍ات اس‍لام‍ی، ح‍وزه ه‍ن‍ری، ۱۳۷۴.
- ع‍ب‍اس‍ی، ک‍ی‍وم‍رث، گ‍زی‍دهٔ ادب‍ی‍ات م‍ع‍اص‍ر: م‍ج‍م‍وع‍ه ش‍ع‍ر، ت‍ه‍ران: ک‍ت‍اب ن‍ی‍س‍ت‍ان، ۱۳۷۸.
- ع‍ب‍اس‍ی، ک‍ی‍وم‍رث، قناری در قفس، مرکز آفرینش‌های ادبی، تهران: شرکت انتشارات سورهٔ مهر، ‏‫۱۳۹۶. ‬